# ين ياباني عسكري
الين الياباني العسكري (بالصينية واليابانية: 日本軍用手票) هي العملة التي كان يصدرها جيش اليابان الإمبراطوري والبحرية الإمبراطورية اليابانية لجنودهم كمرتَّباتٍ شهرية خلال عهد إمبراطورية اليابان. بدأت الحكومة الإمبراطورية في اليابان بإصدار الين العسكري للمرَّة الأولى خلال الحرب الروسية اليابانية عام 1904، ووصلت العملة ذروة ازدهارها خلال حرب المحيط الهادئ مع الولايات المتحدة، عندما أصدرت إلى جميع البلدان الواقعة تحت الاحتلال الياباني. كما أجبر سكان تلك البلدان خلال الحرب العالمية الثانية على استعمال الين العسكري بدورهم بصفته عملةً رسمية، وذلك لتضمن اليابان سيطرتها على اقتصادات أراضيها المحتلَّة.
من جهةٍ أخرى، لم يُصدَر الين الياباني العسكري وفقاً لكميات من الذهب المخزَّن، ولم تكن هناك أيضاً جهة موحَّدة معينة مسؤولة عن إصداره، ولذلك فإنه لم يكن من الممكن صرفه لقاء الين الياباني.